# Bambi, una vida en el bosque
Bambi, una vida en el bosque o Bambi: historia de una vida en el bosque (título original: Bambi. Eine Lebensgeschichte aus dem Walde) es una novela que trata sobre la vida de un corzo. Escrita por el austriaco Felix Salten y publicada en 1923, esta novela se caracteriza porque, en lugar de utilizar a los animales como excusa para meditar sobre el ser humano, intenta realmente plantearse lo que piensan los animales salvajes, especialmente sobre el ser humano, al cual consideran casi un ser divino. El libro contó con una secuela publicada en 1939, Los hijos de Bambi.

## Trama
Bambi es un cervatillo de corzo nacido en una espesura a finales de la primavera. A lo largo del verano, su madre le enseña sobre los diversos habitantes del bosque y los caminos que viven los ciervos. Cuando ella siente que él es lo suficientemente mayor, su madre lo lleva a la pradera, donde él aprende es un lugar maravilloso pero también peligroso, ya que deja al ciervo expuesto y a la intempebra. Después de un poco de miedo inicial por la cautela de su madre, Bambi disfruta de la experiencia. En un viaje posterior, Bambi conoce a su tía Ena y a sus gemelos Faline y Gobo. Rápidamente se hacen amigos y comparten lo que han aprendido sobre el bosque. Mientras juegan, se encuentran con los príncipes, unos ciervos machos, por primera vez. Después de que los ciervos se van, los cervatillos se enteran de que esos eran sus padres, pero que los padres rara vez se quedan o hablan con las mujeres y los jóvenes.
A medida que Bambi envejece, su madre comienza a dejarlo en paz. Mientras la busca un día, Bambi tiene su primer encuentro con "Él" – el término de los animales para los humanos – lo cual lo aterroriza. El hombre levanta un arma de fuego y apunta hacia él; Bambi huye a gran velocidad, al igual que su madre. Después de ser regañado por un ciervo por llorar por su madre, Bambi se acostumbra a estar solo a veces. Más tarde se entera de que el ciervo se llama el "Viejo Príncipe", el ciervo más antiguo y más grande del bosque, que es conocido por su naturaleza astuta y distante. Durante el invierno, Bambi conoce a Marena, una joven cierva, Nettla, una vieja cierva que ya no tiene crías, y dos príncipes, Ronno y Karus. A mediados de invierno, los cazadores entran al bosque, matando a muchos animales, incluyendo a la madre de Bambi. Gobo también desaparece y se presume muerto.
Después de esto, la novela se salta por delante un año, señalando que Bambi, ahora un adulto joven, fue cuidado por Nettla y que cuando consiguió su primer juego de cuernos fue abusado y acosado por los otros machos. Es verano y Bambi ahora luce su segundo juego de cuernos. Se reencuentra con su prima Faline. Después de luchar y derrotar primero a Karus, y luego a Ronno, Bambi y Faline se enamoran el uno del otro. Pasan mucho tiempo juntos. Durante este tiempo, el Viejo Príncipe salva la vida de Bambi cuando casi corre hacia un cazador imitando una llamada de cierva. Esto enseña al joven a ser cauto acerca de correr ciegamente hacia cualquier llamada de ciervo. Durante el verano, Gobo regresa al bosque, habiendo sido criado por un hombre que lo encontró colapsado en la nieve durante la cacería donde la madre de Bambi fue asesinada. Mientras su madre y Marena lo reciben y lo celebran como un "amigo" del hombre, el Viejo Príncipe y Bambi lo compadecen. Marena se convierte en la compañera de Gobo, pero varias semanas después él es asesinado cuando se acerca a un cazador en el prado, creyendo falsamente que el cabestro que llevaba lo mantendría a salvo de todos los hombres.
A medida que Bambi sigue madurando, comienza a pasar la mayor parte de su tiempo a solas, incluyendo evitar Faline aunque todavía la ama de una manera melancólica. Varias veces se encuentra con el Viejo Príncipe, que le enseña sobre las trampas, le muestra cómo liberar a otro animal de uno, y le anima a no usar senderos y evitar las trampas de los hombres. Cuando Bambi es más tarde disparado por un cazador, el Príncipe le muestra cómo caminar en círculos para confundir al hombre y sus perros hasta que la hemorragia se detenga, luego lo lleva a un lugar seguro para recuperarse. Permanecen juntos hasta que Bambi sea lo suficientemente fuerte como para salir del refugio seguro de nuevo. Cuando Bambi se ha vuelto gris y es "viejo", el Viejo Príncipe le muestra que los hombres no son todopoderosos mostrándole el cuerpo muerto de un hombre que fue asesinado a tiros por otro hombre. Cuando Bambi confirma que ahora entiende que "Él" no es todopoderoso, y que hay "Otros" sobre todas las criaturas, el ciervo le dice que siempre lo ha querido y lo llama "mi hijo" antes de irse.
Al final de la novela, Bambi se reúne con unos gemelos acosados que están llamando a su madre, y él los regaña por no poder quedarse solos. Después de dejarlos, Bambi piensa que la chica le recordó a Faline, y que el macho era prometedor, y esperaba volver a encontrarse con él cuando creciera.

## Interpretaciones de la novela
Debido a que Felix Salten era judío, muchas personas han querido ver en este libro una alegoría al trato que experimentaban los judíos en aquella época. Nada más lejos de la realidad, la única influencia del judaísmo en la novela es, probablemente, el nombre de Él que utilizan los animales en la novela para llamar a los humanos (se cree que es posible que los judíos antiguos llamaran así a Yahvé). En realidad, el autor quería mostrar cómo era, a su parecer, el pensamiento de los animales.
Algo llamativo que tiene la novela es la forma en la que el autor trata el comportamiento animal:
- En el capítulo I, el autor demuestra su conocimiento de los hábitos animales mediante una explicación que da la urraca sobre el cuidado de las crías.
- A pesar de que los animales rara vez se comportan por instinto en la novela, su comportamiento coincide con el real de las especies, y, además, decide hacer que Bambi ya sea capaz de razonar y hablar al poco de nacer, cosa bastante lógica debido a que los animales desarrollan más rápido su inteligencia que los humanos. Además, se da la ironía de que, al ser los corzos una especie solitaria, Bambi no sepa que existen más corzos aparte de él y su madre.

## Adaptaciones

### Películas

#### Película animada de Disney
Película de animación producida por Walt Disney Productions. Muy modificada a partir de la novela original, Bambi se estrenó en los cines de Estados Unidos el 8 de agosto de 1942. La versión de Disney minimiza severamente los elementos naturalistas y ambientales que se encuentran en la novela, dándole una sensación más ligera y amigable. La incorporación de dos nuevos personajes, Tambor el conejo y Flor la mofeta, dos dulces y gentiles criaturas del bosque, contribuyó a darle a la película la ligereza deseada. Considerada un clásico, la película ha sido llamada "el logro supremo del estudio de animación de Walt Disney" y fue nombrada como la tercera mejor película en el género de animación de los 10 mejores géneros cinematográficos estadounidenses "clásicos" del AFI's 10 Top 10. Los personajes de la película han aparecido en otros medios posteriores de Disney, a menudo en apariciones a modo de cameo, como películas, series de televisión o videojuegos.

##### Secuela
El 7 de febrero de 2006, Disneytoon Studios lanzó Bambi II, cuya trama transcurre en medio de los sucesos de la primera película, durante la niñez del personaje, centrándose en la relación de Bambi con su padre.

##### Remakede animación fotorrealista
En 2020 se anunció un remake de Bambi: A Tale of Life in the Woods con imagen generada por computadora fotorrealista de la película animada de 1942 dirigido por Michel Fessler.

#### Películas de acción real rusas
En 1985, se lanzó una adaptación de acción real en ruso, Detstvo Bembi (Детство Бемби; literalmente La niñez de Bambi), producida en la Unión Soviética por Gorky Film Studios. En esta adaptación, la película comienza utilizando animales, cambiando al uso de actores humanos, y luego vuelve a utilizar animales para el final. Fue dirigida por Natalya Bondarchuk, quien también coescribió el guion con Yuri Nagibin, y contó con música de Boris Petrov. El hijo de Natalya, Ivan Burlyaev, y su esposo Nikolái Burliáyev, interpretaron a Bambi, como joven y como adolescente, respectivamente, mientras que Faline (rebautizada como Falina) fue interpretada por Yekaterina Lychyova como niña y Galina Belyayeva como adulta. La propia Bondarchuk interpretó a la madre de Bambi.
Una secuela, Yunost Bembi (Юность Бемби, literalmente La juventud de Bambi), lanzada n 1986, con Nikolay y Galina volviendo a interpretar sus papeles de Bambi y Falina. La película, que cuenta con más de 100 especies de animales vivos y se filmó en varios lugares de Crimea, el monte Elbrus, Letonia y Checoslovaquia, sigue a los nuevos amantes Bambi y Felina en su viaje en busca de una flor que les da vida.

#### Película de acción real francesa
En 2024 se estrenó una película de acción real en francés, Bambi, l’histoire d’une vie dans les bois (literalmente Bambi, la historia de una vida en los bosques), dirigida y escrita por Michel Fessler, en la que se utilizaron animales vivos y la voz de la narradora fue protagonizada por Mylène Farmer.

#### Película de terror
El 21 de noviembre de 2022, se anunció que ITN Studios y Jagged Edge Productions estaban desarrollando una película de terror de acción real británica titulada Bambi: The Reckoning, con Scott Jeffrey como director y Rhys Frake-Waterfield como productor, y que se desarrollará en el mismo universo que Winnie-the-Pooh: Blood and Honey, conocido como Twisted Childhood Universe (Universo de la Infancia Retorcida). La película tratará sobre el personaje principal que se venga tras la muerte de su madre.

### Ballet
La compositora estonia Lydia Auster compuso el ballet Bambi en 1986, que se estrenó en el teatro Vanemuine de Tartu en 1987.
El Oregon Ballet Theatre adaptó Bambi para convertirlo en un ballet de larga duración titulado Bambi: Lord of the Forest ("Bambi: Señor del Bosque"). Su estreno estaba previsto para marzo de 2000 como producción principal de la temporada 2000-2001 de la compañía. Una colaboración entre el director artístico James Canfield y el compositor Thomas Lauderdale, la producción del ballet debía ser una interpretación de la novela. Al hablar sobre la adaptación, Canfield afirmó que le regalaron una copia de la novela como regalo de Navidad y que le pareció una "historia clásica sobre la mayoría de edad y un ciclo de vida". Continuó señalando que la obra se inspiró únicamente en la novela y no en la adaptación de la película animada de Disney. Después de los anuncios iniciales, la pareja comenzó a llamar a la obra "La Colaboración", ya que Disney poseía los derechos de licencia del nombre "Bambi" y no querían pelear por los derechos de uso. La prensa local comenzó a llamar al ballet con títulos alternativos, incluido "Not-Bambi", que Canfield señaló como su favorito, en señal de burla hacia Disney. Su estreno se retrasó por razones inexplicables y no llegó a representarse.

### Teatro
El dramaturgo James DeVita, del First Stage Children's Theatre, creó una adaptación teatral de la novela. El guion fue publicado por Anchorage Press Plays el 1 de junio de 1997. Creada para jóvenes y adolescentes y bajo el título Bambi – A Life in the Woods, se ha producido en varios lugares de Estados Unidos. El guion requiere un montaje de escenario abierto y utiliza al menos nueve actores: cinco hombres y cuatro mujeres, para cubrir los trece papeles. La American Alliance Theatre and Education otorgó a la obra su "Premio a la Obra Distinguida" por una adaptación.